# 1851 en science
| Années de la science : 1848 - 1849 - 1850 - 1851 - 1852 - 1853 - 1854    |
| Décennies de la science : 1820 - 1830 - 1840 - 1850 - 1860 - 1870 - 1880 |

Cet article présente les faits marquants de l'année 1851 en science.

## Événements

Pendule de Foucault

- 31 mars : après une première expérience du pendule de Foucault réalisée le 3 janvier, le physicien français Léon Foucault montre la rotation de la terre avec un pendule de 28 kilos suspendu à un fil de 67 mètres de long lors d’une expérience publique dans le Panthéon de Paris[1],[2].
- Mars : le chimiste Frederick Scott Archer popularise dans un artiche publié dans The Chemist le procédé de photographie sur verre sensibilisé au collodion mis au point par Gustave Le Gray, qui produit des clichés plus détaillés tout en réduisant le temps d’exposition[3].
- 1er mai-11 octobre : Grande Exposition universelle à Londres[4].
- 6 mai : Nelson Goodyear, frère de Charles Goodyear, obtient un brevet pour du caoutchouc durci, l'ébonite[5]. Il est utilisé comme isolant dans l’industrie électrique[6].
- 19 mai : l'astronome britannique  John Russell Hind découvre  l'astéroïde Irène[7].
- 28 juillet : Wolfgang Berkowski obtient le premier daguerréotype d'une éclipse solaire[8]
- 12 août : Isaac Merrit Singer dépose un brevet pour la première véritable machine à coudre[9].
- 25 août : le mathématicien français Eugène Prouhet présente son Mémoire sur quelques relations entre les puissances des nombres à l'Académie des sciences[10]. La suite de Prouhet-Thue-Morse est utilisée pour la première fois façon implicite pour donner une solution à un problème de théorie des nombres appelé depuis le problème de Prouhet-Tarry-Escott[11].
- 24 octobre : l'astronome britannique William Lassell découvre Ariel et Umbriel, satellites d'Uranus[12].

- 13 novembre  : l’ingénieur anglais Walker Breit réunit Douvres à Calais par le premier câble télégraphique sous-marin[13].

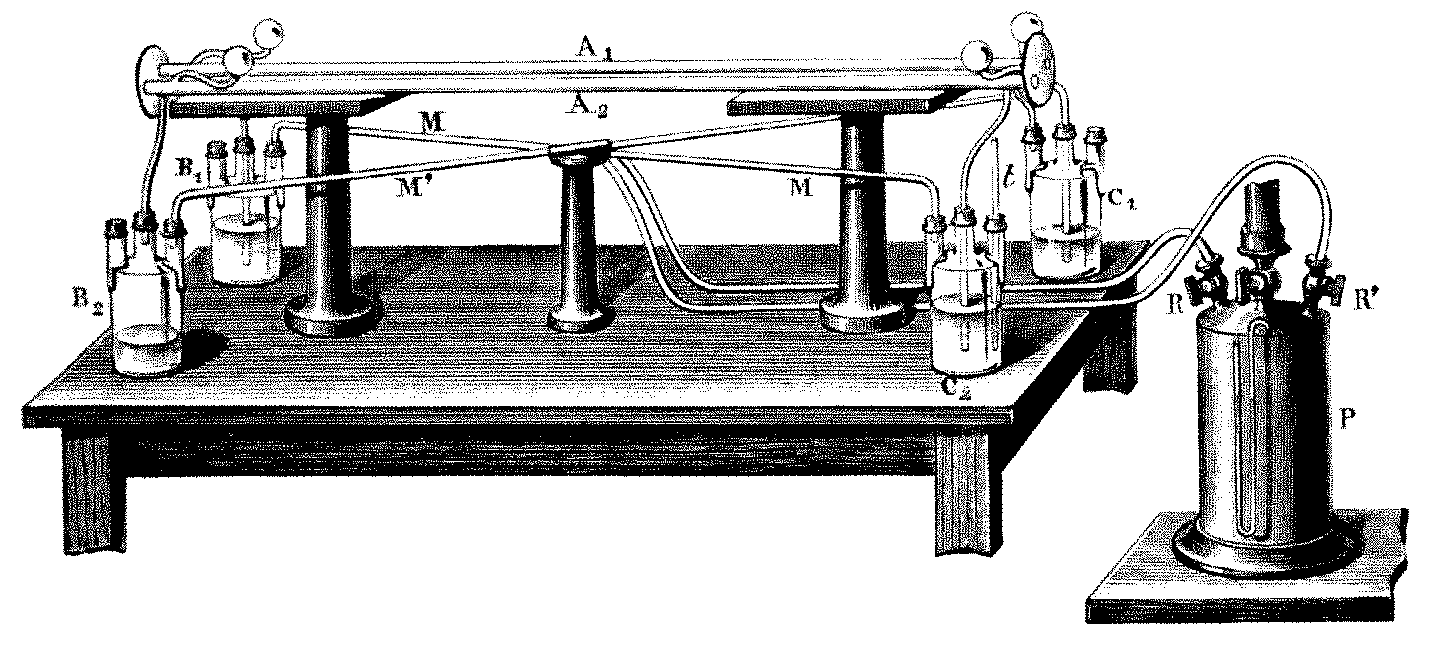
Schéma de l'appareil utilisé par Fizeau pour mesurer la vitesse de la lumière dans l'eau.

- Le physicien français Hippolyte Fizeau réalise une expérience pour mesurer la vitesse de la lumière dans un courant d'eau afin de vérifier la formule de Fresnel[14].

- À Baltimore, Jacob Fussell commence à produire de la crème glacée en quantités industrielles[15].

## Publications
- Dr. J.-Ch. Chenu, Encyclopédie d'Histoire Naturelle, vol. 1, Paris, E. Girard et A. Boitte

## Prix
- Médailles de la Royal Society
  - médaille Copley : Richard Owen
  - Médaille royale : George Newport, William Parsons

- Médailles de la Geological Society of London
  - médaille Wollaston : Adam Sedgwick

## Naissances

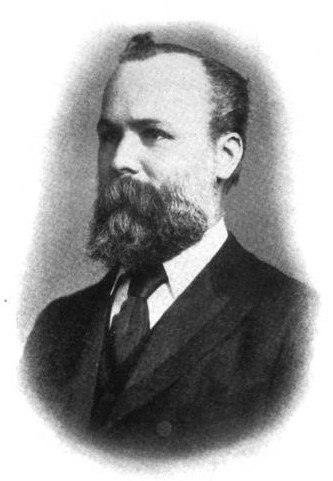
Edward Maunder

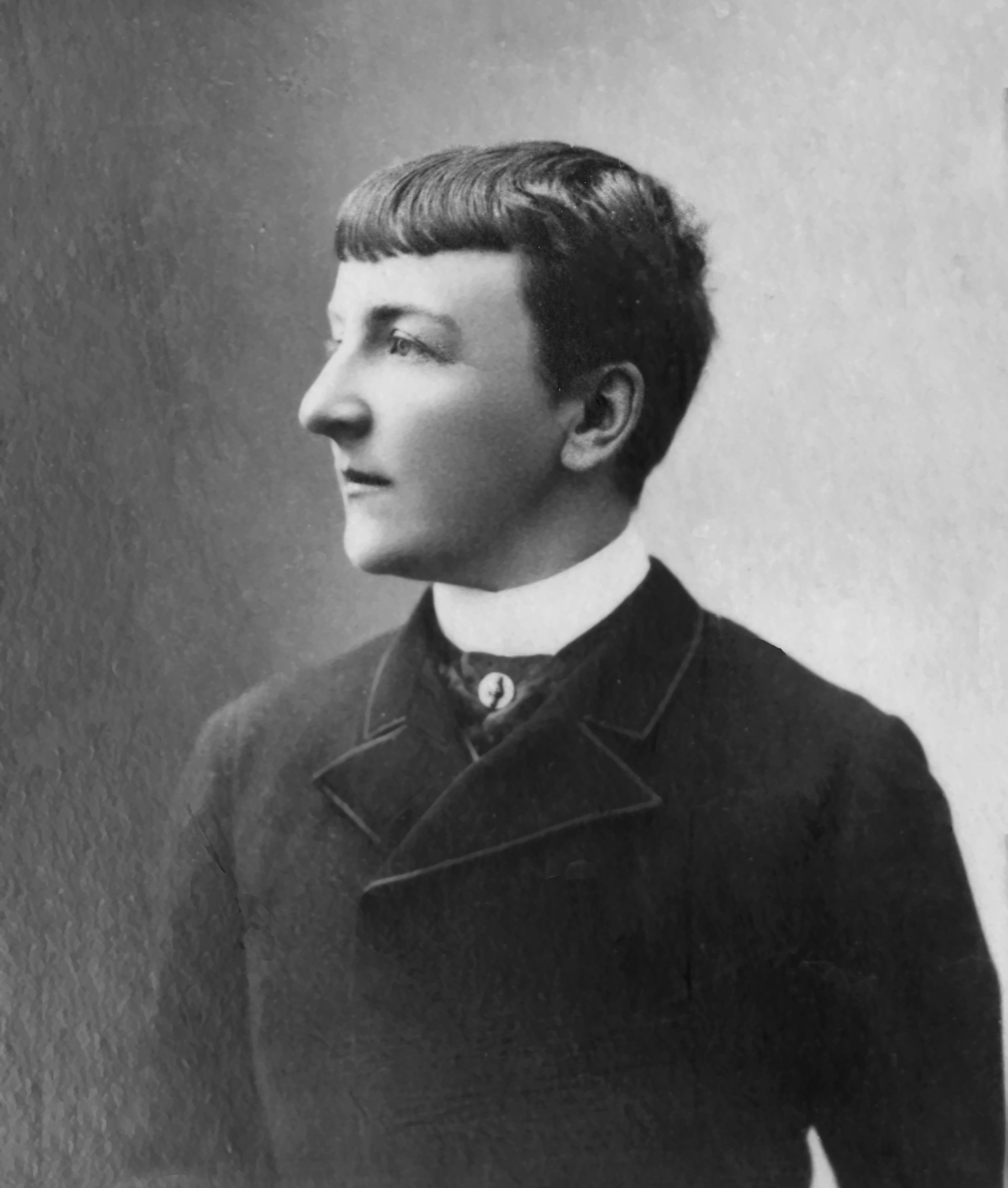
Jane Dieulafoy, ca. 1895

- 2 janvier : Charles Eugène Bertrand (mort en 1917), paléobotaniste français.
- 14 janvier : Ludwig Claisen (mort en 1930), chimiste allemand.
- 19 janvier
  - David Starr Jordan (mort en 1931), pédagogue, naturaliste et écrivain américain.
  - Jacobus Kapteyn (mort en 1922), astronome néerlandais.
- 23 janvier : Paul Näcke (mort en 1913), psychiatre criminologue allemand.

- 13 février : George Brown Goode (mort en 1896), ichtyologiste américain.
- 15 février : Spiru Haret (mort en 1912), mathématicien, astronome, pédagogue, ministre et académicien roumain.
- 24 février : Hermann Paasche (mort en 1925), statisticien et économiste allemand.

- 12 mars : Charles Chamberland (mort en 1908), biologiste et physicien français.
- 15 mars :
  - Georg Helm (mort en 1923), mathématicien et physicien allemand.
  - William Mitchell Ramsay (mort en 1939), archéologue écossais.
- 19 mars : Maximilian Joseph Bastelberger, (mort en 1916),médecin et entomologiste allemand.

- 3 avril : Fernand de Barrau (mort en 1938), homme de lettres, historien et agronome.
- 6 avril : Guillaume Bigourdan (mort en 1932), astronome français.
- 12 avril : Edward Maunder (mort en 1928), astronome anglais.
- 18 avril : Jules Macé de Lepinay (mort en 1904), physicien français.
- 20 avril : Alexandre Dianine (mort en 1918), chimiste russe.
- 21 avril : Charles Barrois (mort en 1939), géologue français.
- 13 mai : Horace Darwin (mort en 1928), ingénieur du génie civil britannique.

- 12 juin : Oliver Lodge (mort en 1940), physicien britannique.
- 17 juin : Karl Moritz Schumann (mort en 1904), botaniste allemand.
- 21 juin : Bolesław Masłowski (mort en 1928), chimiste polonais.
- 29 juin : Jane Dieulafoy (morte en 1916), archéologue et écrivain française.

- 8 juillet : Arthur John Evans (mort en 1941), archéologue anglais.
- 10 juillet : Samuel Wendell Williston (mort en 1918), paléontologue et entomologiste américain.
- 29 juillet : Ahmed bey Kamāl (mort en 1923), égyptologue égyptien.

- 12 septembre : Arthur Schuster (mort en 1934), physicien germano-britannique.
- 24 septembre : Richard Ludwig Wilhelm Pietschmann (mort en 1923), orientaliste, égyptologue et bibliothécaire allemand.

- 10 novembre : Waldemar Christofer Brøgger (mort en 1940), géologue norvégien.
- 11 novembre :
  - Jacques Bertillon (mort en 1922), statisticien et démographe français.
  - Sigismond Zaborowski-Moindron (mort en 1928), anthropologue français.
- 22 novembre : Henri Saladin (mort en 1923), architecte et archéologue français.

- 2 décembre : Charles Henri Lagrange (mort en 1932), mathématicien et astronome belge.
- 10 décembre : Melvil Dewey (mort en 1931), bibliothécaire américain.
- 17 décembre : Otto Schott (mort en 1935), chimiste et industriel spécialiste du verre allemand.

## Décès

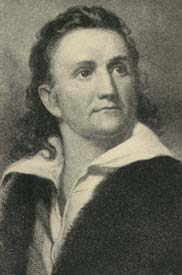
Jean-Jacques Audubon

- 1er janvier : Heinrich Friedrich Link (né en 1767), botaniste et naturaliste allemand.
- 27 janvier : Jean-Jacques Audubon (né en 1785), ornithologue, naturaliste et peintre américain d'origine française.

- 1er février : Andrea De Jorio (né en 1769), professeur, archéologue et linguiste italien.

- 9 mars : Hans Christian Ørsted (né en 1777), physicien et chimiste danois.

- 5 juin : Palon Heinrich Ludwig von Boguslawsky (né en 1789), astronome allemand.

- 10 juillet : Louis Daguerre (né en 1787), artiste français, inventeur du daguerréotype.

- 11 août : Lorenz Oken (né en 1779), naturaliste allemand.

- 6 septembre : Karl Dietrich Eberhard König (né en 1774), naturaliste allemand.
- 7 septembre : John Kidd (né en 1775), médecin, chimiste et géologue britannique.
- 8 septembre : Joseph Anselm Feuerbach (né en 1798), philologue et archéologue allemand.

- 25 novembre : Jérôme Isaac Méchain (né en 1778), astronome français.

- 17 décembre : Olinde Rodrigues (né en 1795), mathématicien, financier, économiste français.